# Kapanga (genre)
Pour la ville, voir Kapanga.
Genre
Synonymes
- Tuata Forster, 1970

Kapanga est un genre d'araignées aranéomorphes de la famille des Hahniidae.

## Distribution
Les espèces de ce genre sont endémiques de Nouvelle-Zélande.

## Liste des espèces
Selon World Spider Catalog (version 17.0, 14/06/2016) :
- Kapanga alta Forster, 1970
- Kapanga festiva Forster, 1970
- Kapanga grana Forster, 1970
- Kapanga hickmani (Forster, 1964)
- Kapanga isulata (Forster, 1970)
- Kapanga luana Forster, 1970
- Kapanga mana Forster, 1970
- Kapanga manga Forster, 1970
- Kapanga solitaria (Bryant, 1935)
- Kapanga wiltoni Forster, 1970

## Publication originale
- Forster, 1970 : The spiders of New Zealand. Part III. Otago Museum Bulletin, vol. 3, p. 1-184.